# Рурал-Ретріт (Вірджинія)
Рурал-Ретріт (англ. Rural Retreat) — місто (англ. town) в США, в окрузі Віт штату Вірджинія. Населення — 1546 осіб (2020).

## Географія
Рурал-Ретріт розташований за координатами 36°54′18″ пн. ш. 81°16′38″ зх. д. / 36.90500° пн. ш. 81.27722° зх. д. (36.905132, -81.277250).  За даними Бюро перепису населення США в 2010 році місто мало площу 5,94 км², з яких 5,94 км² — суходіл та 0,00 км² — водойми.

## Демографія
Згідно з переписом 2010 року, у місті мешкали 1483 особи в 625 домогосподарствах у складі 438 родин. Густота населення становила 250 осіб/км².  Було 695 помешкань (117/км²).
Расовий склад населення:
| - 97,6 % — білих - 0,8 % — чорних або афроамериканців - 0,1 % — вихідців з тихоокеанських островів - 0,1 % — корінних американців - 0,1 % — азіатів |

До двох чи більше рас належало 0,7 %. Частка іспаномовних становила 1,1 % від усіх жителів.
За віковим діапазоном населення розподілялося таким чином: 22,8 % — особи молодші 18 років, 58,2 % — особи у віці 18—64 років, 19,0 % — особи у віці 65 років та старші. Медіана віку мешканця становила 41,4 року. На 100 осіб жіночої статі у місті припадало 90,4 чоловіків;  на 100 жінок у віці від 18 років та старших — 88,0 чоловіків також старших 18 років.
Середній дохід на одне домашнє господарство  становив 56 328 доларів США (медіана — 49 537), а середній дохід на одну сім'ю — 66 873 долари (медіана — 63 529). Медіана доходів становила 40 202 долари для чоловіків та 39 625 доларів для жінок. За межею бідності перебувало 6,6 % осіб, у тому числі 9,8 % дітей у віці до 18 років та 4,6 % осіб у віці 65 років та старших.
Цивільне працевлаштоване населення становило 661 осіб. Основні галузі зайнятості: виробництво — 32,8 %, освіта, охорона здоров'я та соціальна допомога — 18,8 %, мистецтво, розваги та відпочинок — 10,1 %, роздрібна торгівля — 10,0 %.